# Don't Think Twice, It's All Right
Don't Think Twice, It's All Right è un brano musicale del 1962 scritto ed interpretato da Bob Dylan, incluso per la prima volta nell'album The Freewheelin' Bob Dylan nel 1963.

## Il brano
Considerata uno dei brani più celebri del primo Dylan, la canzone è stata inclusa in molte compilation, raccolte e greatest hits del musicista, inclusi i dischi Bob Dylan's Greatest Hits Vol. II (1971), The Best of Bob Dylan, Vol. 1 (1997) e The Essential Bob Dylan (2000). Un'altra versione del brano, registrata come demo da Dylan nel 1963 per il suo editore musicale dell'epoca, la M. Witmark & Sons, è stata successivamente pubblicata negli album: Vol. 7: No Direction Home: The Soundtrack (2005) e Vol. 9 - The Witmark Demos: 1962-1964 (2010). In aggiunta, versioni dal vivo sono state pubblicate in Before the Flood (1974), Bob Dylan at Budokan (1978), The Bootleg Series Vol. 6: Bob Dylan Live 1964, Concert at Philharmonic Hall (2004) e Live at The Gaslight 1962 (2005).
Il brano, dalle spiccate sonorità country, venne scritto circa nel periodo in cui la fidanzata di allora di Dylan, Suze Rotolo, prolungò a tempo indeterminato la sua permanenza in Italia. La saltellante e gioiosa melodia del pezzo è basata su quella di un brano del folksinger Paul Clayton.
Oltre alla melodia, anche un paio di strofe furono prese di peso da Dylan dal brano Who's Goin' to Buy You Ribbons When I'm Gone? di Clayton che aveva inciso la canzone nel 1960, due anni prima della composizione ufficiale di Don't Think Twice. Le strofe prese "parola per parola" o leggermente modificate da Dylan sono: «T'ain't no use to sit and wonder why, darlin'», e, «So I'm walkin' down that long, lonesome road». C'è comunque da dire che Clayton aveva a sua volta basato la sua composizione sulla vecchia ballata popolare di pubblico dominio Who's Gonna Buy Your Chickens When I'm Gone.

## Cover
Don't Think Twice, It's All Right è stata reinterpretata da Peter, Paul and Mary (1963), Bobby Darin, Arnaldo Baptista, Gruppo Musicale 'Anawim, Cher, Johnny Cash, Jackie DeShannon, Davey Graham, Odetta, Rory Gallagher, Stone the Crows, Heinz, Elvis Presley, Burl Ives, Waylon Jennings, Flatt and Scruggs, Steve Young, Ramblin' Jack Elliott, Jerry Reed, Joan Baez, Doc Watson, The Waifs, Vonda Shepard, John Martyn, Allan Taylor, Metric, Elliott Smith, Billy Bragg, Nick Drake, Sandi Thom, Susan Tedeschi, Emily Haines, Susanna and the Magical Orchestra, Boris Grebenščikov, Jackie Greene, Bryan Ferry,  Wolfgang Ambros, Arlo Guthrie, Tristan Prettyman, Bree Sharp, Gavin Castleton, Folk By Association, The Folkswingers, Of a Revolution con Matt Nathanson e Mike Ness, Social Distortion, Donavon Frankenreiter, Billy Paul, Lenny Breau, Ryan Montbleau, John Mayer, The Allman Brothers Band, Emilie-Claire Barlow, Barbara Dickson, Bobby Solo (con il titolo È inutile sedersi e domandarsi), Corinda Pescatore (Canzoniere delle Lame), Ke$ha (nel 2012), Hailey Tuck (nel 2014) e Peppe Pennisi (nel 2015).
Johnny Cash, oltre che reinterpretare il brano di Dylan sull'album Orange Blossom Special, adattò parti della canzone per una sua composizione intitolata Understand Your Man.
I Four Seasons pubblicarono una cover del brano su singolo nel 1965 (con il titolo Don't Think Twice) sotto lo pseudonimo "The Wonder Who?".